# Echinopodium stuardoi
Echinopodium stuardoi är en tvåvingeart som beskrevs av Duret 1976. Echinopodium stuardoi ingår i släktet Echinopodium och familjen svampmyggor. Inga underarter finns listade i Catalogue of Life.